# توربا (تشاد)
توربا هي محافظة فرعية من داقانا التابعة لإقليم حجر لميس في تشاد .